# Уркабустайс
Уркабустайс (баск. Urkabustaiz (офіційна назва), ісп. Urcabustaiz) — муніципалітет в Іспанії, у складі автономної спільноти Країна Басків, у провінції Алава. Населення — 1196 осіб (2009).
Муніципалітет розташований на відстані близько 290 км на північ від Мадрида, 24 км на північний захід від Віторії.
На території муніципалітету розташовані такі населені пункти: Абесіа, Аборнікано, Белунца, Гоюрі, Ондона, Іносо, Ісарра (адміністративний центр), Ларраскета, Оярдо, Апрегіндана, Унса/Унцага, Ускіано.

## Демографія
Динаміка населення (INE ):

## Галерея зображень

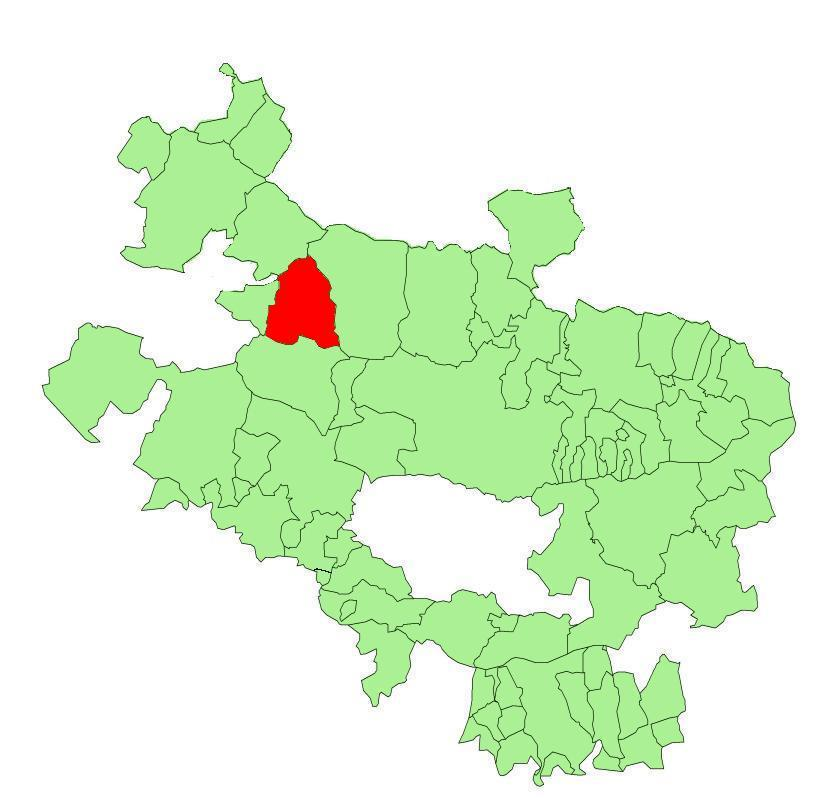
Розташування муніципалітету